# Horst Reller
Horst Reller (* 17. April 1928 in Braunschweig; † 17. Januar 2017 in Bissendorf, Region Hannover) war ein deutscher evangelisch-lutherischer Theologe und Oberkirchenrat im Kirchenamt der VELKD.

## Leben
Horst Reller wuchs in Braunschweig auf. Als Jugendlicher erlebte er im Martin-Luther-Haus Braunschweig eine um den Gottesdienst zentrierte lutherische Gemeinde unter Pastor Hans Leistikow und ihre Distanz zum herrschenden Nationalsozialismus. Diese Erfahrung prägte seinen Fokus auf Gemeinde als grundlegender Organisationsform evangelischen Kircheseins in der Volkskirche. Nach Kriegsdienst, Gefangenschaft, Abitur und Pflegehilfsdienst bei den Bodelschwinghschen Stiftungen Bethel studierte er von 1948 bis 1953 Evangelische Theologie in Göttingen, Heidelberg und Basel u. a. bei Gerhard von Rad und Karl Barth. 1956 wurde er mit einer kirchengeschichtlichen Arbeit zur Vorreformatorischen und reformatorischen Kirchenverfassung im Fürstentum Braunschweig Wolfenbüttel bei Rudolf Smend sr. und Hermann Dörries in Göttingen promoviert. Im Gemeindepfarramt in Winnigstedt in der Evangelisch-lutherischen Landeskirche in Braunschweig von 1957 bis 1963 initiierte er einen Jugendaustausch der Landeskirche mit dem Bistum Göteborg in Schweden. Deutschlandweite und internationale Wirkung erzielte er in seiner Tätigkeit im Kirchenamt der Vereinigten Evangelisch-Lutherischen Kirche Deutschlands (VELKD) in Hannover von 1963 bis zum Eintritt in den Ruhestand 1992, zuletzt als Oberkirchenrat im Referat „Gemeinde“. Auch im Seelsorgeausschuss entstanden Veröffentlichungen zu Grundsatzfragen, Familienplanung und Geburtenkontrolle.
Als Sekretär kirchlicher Kommissionen, die in Dialog- und Erprobungsverfahren Texte erarbeiteten, brachte er den Evangelischen Erwachsenenkatechismus (1. Auflage Gütersloh 1975, 8. Auflage 2010 mit mehr als 300.000 verkauften Exemplaren) sowie das Handbuch Religiöse Gemeinschaften, Freikirchen, Sondergemeinschaften, Sekten, Weltanschauungsgemeinschaften, Neureligionen (1. Auflage in Buchform Gütersloh 1978, überarbeitet 2015) zum Abschluss. Beide Werke liegen bis heute in überarbeiteten Fassungen vor. Zum Evangelischen Erwachsenenkatechismus, der ins Koreanische übersetzt wurde, entstand auf Rellers Initiative u. a. eine Kurzfassung als Evangelischer Gemeindekatechismus (1. Aufl. 1979, 5. Auflage 1994), die theologische Kerninhalte mit Einstiegs- und Besinnungstexten nebst Bildern und Gebeten verband und ins Dänische und Englische übersetzt wurde. Arbeitshilfen wurden entwickelt. Zusammen mit Hans Reimer wurde ein Konfirmandenbuch herausgegeben. Reller knüpfte bewusst bei den Katechismen Martin Luthers an.
Zusammen mit einer Gruppe von Pfarrern und interessierten Laien veranstaltete Reller deutschlandweit in evangelischen Gemeinden Glaubenskurse oder -wochenenden mit dem evangelischen Gemeindekatechismus, in denen ein besonderes Augenmerk auf der thematischen Arbeit in Gesprächen in Tischgruppen lag. Von Reller ab 1971 betreute Tagungen zu neuen Methoden in der Seelsorge, bzw. Spiritualität schlugen Brücken zwischen wissenschaftlicher Theologie und evangelikal kirchlichen Gruppen, aber auch zur Diakonie. Im Gemeindeausschuss der VELKD erarbeitete Reller die sogenannte „missionarische Doppelstrategie“, die Projekte missionarischen Gemeindeaufbaus als Ineinander von niedrigschwelligen „öffnenden“ und höherschwelligen „verdichtenden“ Maßnahmen beschrieb. Eigene Publikationen aus der Arbeit dieses Ausschusses, z. B. zum auf vier Jahre gestreckten Vor- bzw. Hauptkonfirmandenunterricht, parallel zum Besuch der 4. bzw. 8. Klasse mit Jungscharangeboten in der Zwischenzeit, das nach der norddeutschen Kleinstadt benannte sogenannte Hoyaer Modell, lösten vielfältige weiterführende Überlegungen zu Formen des Konfirmandenunterrichts aus. 1984 fördert der Ausschuss erstmals das nach finnischem Vorbild ökumenisch in Städten durchgeführte missionarische Projekt „Neu Anfangen“. 1986 gründete die Synode der VELKD u. a. auf Rellers Initiative hin das Gemeindekolleg der VELKD zunächst in Celle, seit 2008 in Neudietendorf in Thüringen, um Laien und Hauptamtliche in Projekten der Gemeindeentwicklung fortzubilden und zu begleiten.
Programme zur Gemeindeentwicklung aus amerikanischen lutherischen Kirchen wie Caring Community oder Word and Witness erschienen in deutschen Fassungen: Gottesdienst leben, bzw. Wort und Antwort. Zusammen mit dem praktischen Theologen Manfred Seitz förderte Reller als zuständiger Referent in den Tagungen des Pastoralkollegs der VELKD nicht nur die theologische Zusammenarbeit von Pfarrern lutherischer deutscher Landeskirchen, sondern auch Kontakte zu den skandinavischen lutherischen Kirchen in Dänemark, Schweden, Norwegen und Finnland. 1973 hatte Reller in Nyborg Strand/Dänemark eine deutsch-skandinavische Konsultation des Lutherischen Weltbundes zum Thema „Schulreform und Religionsunterricht“ initiiert, die gemeinsame Empfehlungen für die Bildungsaufgabe der Kirche im Religionsunterricht der Schule und in der Erwachsenenbildung formulierte, u. a. die zur Einrichtung von kirchlichen Instituten zur Fachberatung und Fortbildung und Seelsorge in Schulen und für Lehrkräfte.
Im Ruhestand begründete Reller den Verlag Eltern und Kinder in Gera. Zunächst übertrug er ein familienpädagogisches Programm zur Begleitung von Täuflingen vom 1. bis zum 6. Lebensjahr, genannt „Tripp-Trapp“, aus Norwegen nach Deutschland. Das Programm, in dem Abonnements erworben werden, wird heute von der Gesellschaft für Innere und Äußere Mission im Sinne der lutherischen Kirche in Neuendettelsau angeboten. Später brachte Reller ergänzende Bücher wie u. a. das Familien-Gebetbuch, Verteilhefte, Taufkerzen, Ostergärten heraus, bis der Verlag 2010 liquidiert wurde. Die Hoffnung auf die Initiierung einer Taufbewegung hatte sich nicht erfüllt. Reller übersetzte u. a. auch Werke des schwedischen Wahrnehmungspsychologen Hjalmar Sundén ins Deutsche, aber auch biographische Literatur.
Von 1956 bis zu ihrem Tod 2008 war er mit der Diplomvolksbibliothekarin Almut Reller, geb. Frerichs, verheiratet. Aus der Ehe gingen sechs Kinder hervor. In zweiter Ehe war er mit der Buchhändlerin Ursula Nahrgang-Reller verheiratet.

## Schriften (Auswahl)
- Vorreformatorische und reformatorische Kirchenverfassung im Fürstentum Braunschweig-Wolfenbüttel. Göttingen 1959.
- mit Hansjörg Bräumer, Adolf Sperl: Seelsorge im Spannungsfeld. Bibelorientierung – Gruppendynamik? In: Zur Sache. Band 16. Hannover 1979.
- mit Manfred Seitz (Hrsg.): Herausforderung: Religiöse Erfahrung. Vom Verhältnis evangelischer Frömmigkeit zu Meditation und Mystik. Göttingen 1980.
- als Herausgeber mit Karin Lorenz: Alternative: Glauben. Missionarische Arbeitsformen in der Volkskirche heute. Gütersloh 1985.